# Pulmonal arteriel hypertension
Pulmonal arteriel hypertension (PAH) skyldes for højt blodtryk i lungernes mindre blodkar. Væggene i disse blodkar bliver tykkere, fordi størrelsen og antallet af celler på karvæggens inderside øges. Det bevirker igen, at hjertet skal arbejde mere, hvilket skader hjertet.[kilde mangler]

## Symptomer
Der er bl.a. følgende symptomer:
- Brystsmerter
- Hoste, der er tør eller kan producere blod
- Træthed
- Hæshed
- Besvimelse eller svimmelhed
- Kvalme og opkast
- Iltmangel
- Hævelse i maven, benene eller fødderne forårsaget af væskeopbygning
- Svaghed
- Hvæsen